# 안드레아 피슈바허
안드레아 피슈바허(독일어: Andrea Fischbacher, 1985년 10월 14일~)는 오스트리아의 은퇴한 알파인 스키 선수이다. 2010년 동계 올림픽 여자 슈퍼대회전에서 금메달을 획득했다.